# Peter Seisenbacher
Peter Seisenbacher (Viena, 25 de março de 1960) é um judoca da Austria. Medalhista de ouro nos Jogos Olímpicos de Verão de 1984 e Jogos Olímpicos de Verão de 1988. Também foi campeão mundial de judô em 1985.